# جم بیلیس
آلبرت ادوارد جیمز "جم" متیو بیلیس (به انگلیسی: Albert Edward James "Jem" Matthias Bayliss) بازیکن فوتبال زادهٔ ۱ اوت ۱۸۶۳ اهل کشور انگلستان بود که سابقهٔ بازی در تیم ملی فوتبال انگلستان را در کارنامهٔ خود دارد. وی در تاریخ ۷ مارس ۱۸۹۱ تنها بازی ملی خود را در مقابل تیم ملی فوتبال ایرلند انجام داد.